# Грейг, Самуил Алексеевич
Самуи́л Алексе́евич Грейг (9 [21] декабря 1827, Николаев, Николаевское и Севастопольское военное губернаторство — 9 [21] марта 1887, Берлин) — российский военный и государственный деятель, генерал-адъютант (1867) и полный генерал (1874), приближённый императора Александра II. Государственный контролёр (1874–1878) и министр финансов (1878–1880), член Государственного совета (с 1874).

## Биография
По отцовской линии, происходил из старинного шотландского дворянского рода Грейгов, с 1764 года состоявшего на русской службе. Второй сын адмирала Алексея Самуиловича Грейга от брака с Юлией Михайловной Сталинской (27.01.1800 — 28.09.1881).
21 июня 1836 года назначен пажом ко Двору Его Императорского Величества. 2 октября 1840 года зачислен для обучения в Пажеский корпус, 10 августа 1844 года произведён в камер-пажи.
10 августа 1845 года окончил Пажеской корпус и вышел корнетом в лейб-гвардии Конный полк. В июне — октябре 1849 года принял участие в походе в Венгрию, однако участия в кампании не принимал из-за её окончания. 3 ноября 1851 года назначен личным адъютантом к светлейшему князю А. С. Меншикову, командующему войсками в Финляндии и начальнику Главного морского штаба. Неоднократно назначался состоять при генерал-адмирале Великом князе Константине Николаевиче.

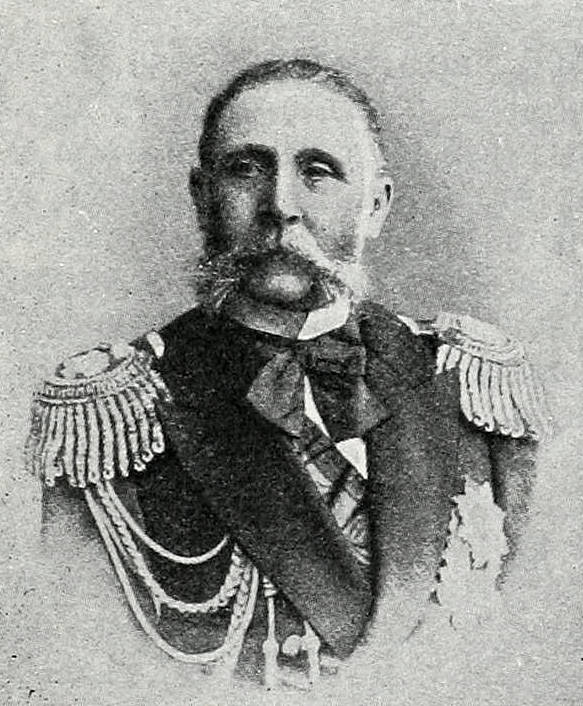
С. А. Грейг
(рисунок из статьи «Контроль»
«Военная энциклопедия Сытина»)

9 января 1854 года в чине ротмистра командирован в распоряжение Главнокомандующего морскими и сухопутными силами в Крыму князя А. С. Меншикова. Принял участие в Крымской войне. Участвовал в сражении на Альме, после которого был направлен к императору Николаю I с донесением о сражении.
В воспоминаниях Д. А. Милютина, состоявшего при военном министре, описано прибытие Грейга: «... государь и потом все лица гатчинского общества жаждали услышать от прибывшего вестника подробности первой боевой встречи наших войск с англо-французами. Но впечатлительный адъютант был до такой степени потрясен картиной боя... ...рассказал виденное сражение в таком неприглядном, обидном для наших войск освещении, что государь рассердился, выбранил его и послал проспаться».
С октября 1854 года находился в осаждённом Севастополе. В сражении под Инкерманом 24 октября отличился, был контужен в голову. После излечения, 15 ноября 1854 года, вернулся в Севастополь. 18 февраля 1855 года назначен сопровождать князя Меншикова в Силистрию и Николаев.
27 марта 1855 года назначен адъютантом к генерал-адмиралу Великому князю Константину Николаевичу, в последующие годы неоднократно сопровождал его в поездках и путешествиях.
8 апреля 1856 года назначен делопроизводителем Комитета для укрепления берегов Чёрного моря (с оставлением состоять при генерал-адмирале), 15 апреля произведён в полковники. 19 июня 1857 года назначен членом и делопроизводителем Комитета для составления устава береговой службы флота. С 4 декабря 1858 по 15 июня 1859 года временно исправлял должность вице-директора Комиссариатского департамента Морского министерства. С 22 декабря 1859 года — временно исправляющий должность вице-директора Канцелярии Морского министерства, с 19 сентября 1860 года — директор Канцелярии. 17 октября 1860 года произведён в генерал-майоры, с зачислением по адмиралтейству. 1 января 1862 года назначен в Свиту Его Величества.
Состоял членом нескольких комитетов:
Комитета по преобразованию морских учебных заведений (со 2 февраля 1862 года; с 1 мая — председатель),
Комитета для обсуждения вопроса о сооружении броненосного флота (с 21 октября 1862 года),
Комитета железных дорог (с 29 декабря 1865 года).
28 мая 1866 года произведён в генерал-лейтенанты и назначен товарищем министра финансов и председателем Коммерческого и Мануфактурного советов, с оставлением по морскому ведомству. Неоднократно временно управлял министерством во время отсутствия министра. 6 июня 1866 года назначен сенатором, с оставлением в занимаемых должностях). 30 ноября 1871 года назначен членом Комитета для обсуждения вопроса о замещении должностей гражданского ведомства, занимаемых военными чинами, исключительно гражданскими чиновниками.
В 1870 году предложил идею создания Адмиралтейского сада в Санкт-Петербурге к 200-летию Петра I. Работы начались в июле 1872 года, исполнителем идеи был петербургский ботаник Эдуард Регель.
1 января 1874 года назначен Государственным контролёром и членом Государственного совета (по должности). 31 марта 1874 года произведён в полные генералы.

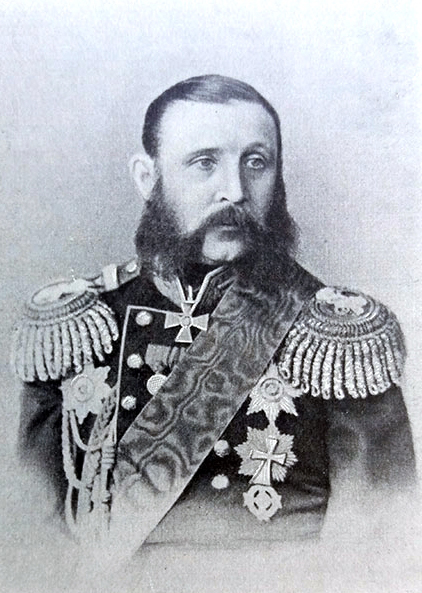
Самуил Алексеевич Грейг

На посту Государственного контролёра в целом продолжил и завершил политику реформ ревизионного ведомства, начатую в 1860-х годах его предшественником Валерианом Татариновым. Являлся последовательным сторонником сокращения государственных расходов и перехода к протекционистской политике, расширения полномочий контрольных органов при надзоре за железнодорожным строительством. По его инициативе 21 февраля 1877 года, накануне русско-турецкой войны, был учреждён Полевой контроль, на который была возложена задача проводить фактические ревизии хозяйственных учреждений действующей армии и полевого казначейства.
В 1876 году избран почётным членом Петербургской Академии наук.
7 июля 1878 года назначен министром финансов (с оставлением генерал-адъютантом и сенатором), став преемником Михаила Рейтерна, подавшего в отставку в знак несогласия с экономическими последствиями русско-турецкой войны. Его назначение немедленно вызвало критические отклики: ни в какой степени не будучи специалистом в области финансов и управления экономикой, в повседневной работе он всецело зависел от чиновников собственного министерства, которые продолжали курс прежнего министра. Единственное, что он смог сделать, будучи на посту министра финансов — это продолжать проводить начатую им ранее (ещё на должности Государственного контролёра) политику активного протекционизма.
В феврале 1880 года, после очередного покушения на Александра II, назначенный главой Временной распорядительной комиссии граф Михаил Лорис-Меликов взял курс на «привлечение общественного доверия». Чтобы добиться сочувствия власти со стороны благонамеренной части общества, Лорис-Меликов настоял на удалении из правительства наиболее одиозных министров. В рамках новой политики первым отставку получил министр народного просвещения граф Дмитрий Толстой (которого сменил либерально настроенный министр Андрей Сабуров), а затем в отставку был отправлен и Грейг (27 октября 1880 года, с оставлением членом Государственного совета, генерал-адъютантом и сенатором). Сменивший Грейга в октябре 1880 года Александр Абаза, в отличие от своего предшественника был известен как специалист, исключительно компетентный в данной области. К тому же, по своим убеждениям он был искренним сторонником политики Михаила Рейтерна. Таким образом, за два года нахождения Грейга на посту министра, политика министерства практически не претерпела заметных изменений.
28 марта 1880 года утверждён почётным гражданином города Севастополя. 12 декабря 1880 года зачислен в списки Корпуса пограничной стражи.
14 марта 1881 года командирован к королям Испании и Португалии с известием о вступлении на престол императора Александра III.
Умер 9 марта 1887 года в Берлине; похоронен в Петербурге на Смоленском лютеранском кладбище (уч. 47).

## Семья
Жена (с 16 июля 1871 года) — Александра Петровна Макарова (14.03.1828—25.09.1898), дочь вольноотпущенного крепостного господ Мятлевых. Выпускница балетного отделения Петербургского театрального училища. Окончив училище в 1848 году, была оставлена ещё на один год пансионеркой для усовершенствования. После служила в балетной труппе танцовщицей. По словам современника, «красивый, обаятельный и светски блестящей Самуил Грейг, женился на простой танцовщице (даже не солистке), потому что имел от неё детей. Таким образом, пустое увлечение корнета покрыто было серьезным, на всю жизнь, союзом сановника с женщиной, совершенного иного с ним мира и не красавицею, в только доброю, которая не требовала даже этого союза». Венчались в Петербурге в Придворном соборе в Зимнем дворце. Похоронена рядом с мужем на Смоленском евангелическом кладбище. Дети:
- Юлия (18.02.1856—не ранее 1895), фрейлина двора; 1-й муж с 28 января 1877 года[11] — граф Георгий Александрович Канкрин (27.06.1851 — 27.04.1897), внук министра финансов графа Егора Канкрина; член Иркутской таможни, статский советник (брак расторгнут указом Синода от 5 сентября 1891 г. «с воспрещением мужу навсегда вступать в новый брак»); 2-й муж — Станислав Владимирович Рушковский;
- Александра (20.03.1858—26.01.1915), фрейлина, муж генерал-лейтенант Герман Германович Стенбок (6.12.1847 — 8.05.1904).

## Чины и звания
- корнет гвардии (10 августа 1845 года)
- поручик гвардии (старшинство 10 августа 1846 года)
- штабс-ротмистр гвардии (старшинство 6 декабря 1851 года)
- ротмистр гвардии (старшинство 6 декабря 1852 года)
- полковник гвардии (15 апреля 1856 года)
- генерал-майор по адмиралтейству (17 октября 1860 года)
  - Свиты Е. В. генерал-майор (1 января 1862 года)
- генерал-лейтенант по адмиралтейству (28 мая 1866 года)
  - генерал-адъютант (15 октября 1867 года)
- генерал по адмиралтейству (31 марта 1874 года)

## Награды
Российские:
- Орден Святой Анны 2-й степени (15 марта 1854 года)
- Золотое оружие с надписью «За храбрость» (19 января 1855 года, за отличие в Инкерманском сражении)
- Императорская корона к ордену Святой Анны 2-й степени (20 сентября 1858 года)
- Орден Святого Владимира 3-й степени (8 сентября 1859 года)
- Орден Святого Станислава 1-й степени (30 августа 1862 года)
- Орден Святой Анны 1-й степени (19 апреля 1864 года)
- Орден Святого Владимира 2-й степени (27 марта 1866 года)
- Орден Белого орла (17 апреля 1870 года)
- Орден Святого Александра Невского (16 апреля 1872 года)
- Алмазные знаки к ордену Святого Александра Невского (17 апреля 1877 года)
- Орден Святого Владимира 1-й степени (19 февраля 1880 года)

Иностранные:
- Прусский Орден Красного Орла 2-й степени (1857)
- Саксен-Альтенбургский Орден Саксен-Эрнестинского дома, командорский крест 1-й степени со звездой (1857)
- Ольденбургский Орден Заслуг герцога Петра-Фридриха-Людвига, командорский крест (1857)
- Сардинский Орден Святых Маврикия и Лазаря, командорский крест (1857)
- Нидерландский Орден Дубовой короны, командорский крест (1857)
- Бельгийский Орден Леопольда I, командорский крест (1857)
- Ганноверский Орден Гвельфов, командорский крест (1857)
- Шведский Орден Меча, большой крест (9 августа 1865 года)
- Датский Орден Данеброг, большой крест (23 августа 1865 года)
- Персидский Орден Льва и Солнца 1-й степени (6 марта 1867 года)
- Черногорский Орден Князя Даниила I 1-й степени (5 февраля 1873 года)
- Итальянский Орден Короны Италии, большой крест (23 июля 1873 года)